# Eiksundsambandet
Eiksundsambandet er et tunnel- og broprojekt på Sunnmøre Møre og Romsdal fylke i Norge. Projektet består af Eiksundbroen (405 meter), Eiksundtunnelen (7765 meter), Helgehorntunnelen (1160 meter) og Morkaåstunnelen (630 meter), samt 4,9 km ny vej. Derudover kommer udbedring af fylkesvei 47 på 4,3 km. Til sammen har vejprojektet en længde på 14.880 meter. Sambandet blev åbnet 23. februar 2008, og er en del af riksvei 653.
Med en dybde på 287 meter er Eiksundtunnelen verdens dybeste vejtunnel.
I efteråret 2002 blev der i Stortinget givet grønt lys for Eiksundsambandet.
Arbejdet har foregået i perioden 2003 til 2008. Åbningen vil betyde meget for et internationalt rettet næringsliv med flere skibsværfter, rederier og servicebedrifter.
Kommunerne Herøy, Sande, Ulstein og Hareid danner regionen Ytre Søre Sunnmøre og var med sine 22.000 indbyggere den største region uden fastlandsforbindelse inden åbningen. Men fastlandsforbindelsen for denne region inkl Volda/Ørsta går over riksvei 651 som har så lav kvalitet at de fleste bruger færgen Volda-Folkestad.

## Eksterne Henvisninger
- Det norske vejvæsen:Eiksundsambandet Arkiveret 8. august 2007 hos  Wayback Machine
- Våre Veger: Eiksundsambandet bliver forsinket Arkiveret 24. marts 2008 hos  Wayback Machine (23. oktober 2007)

62°13′22″N 5°54′36″Ø / 62.22278°N 5.91000°Ø